# Країни, що розвиваються

Розвинені країни
Країни, що розвиваються
Країни третього світу

Краї́ни, що розвива́ються — країни, в яких дохід на душу населення невисокий порівняно з доходом у розвинутих країнах,  як  от Сполучені Штати, Японія, Німеччина тощо. Такі країни перебувають в процесі індустріального розвитку. Рівень життя середній, ВВП нижчий ніж у високорозвинених країн світу. Ці країни мають великі перспективи у майбутньому. У них мешкає більше ніж 80% населення планети, приблизно 5,3 млрд людей. Визначальною тенденцією розвитку країн, що розвиваються, починаючи з 60-х років XX ст., стає все більша їх диференціація і зростання їхньої ролі та значення у світі.
Країни з більш розвиненою економікою, порівняно з іншими, але які ще не в повній мірі продемонстрували ознаки розвиненої країни, об'єднуються під загальним терміном «нові індустріальні країни». Водночас є думка, що політкоректний термін «країна, що розвивається» можна застосувати не для кожної країни, яка слаборозвинена, оскільки у ряді країн практично ніякого розвитку не відбувається. Такі країни водночас класифікуються як найменш розвинені країни або неспроможні держави.
За оцінкою Morgan Stanley (2013), нині на країни, що розвиваються, припадає приблизно половина світового ВВП. Для порівняння в 1997–1998 роках їхня частка становила 37%.

## Визначення
Кофі Аннан, колишній Генеральний секретар Організації об'єднаних націй визначав розвинені країни таким чином:
Розвинена країна — така країна, яка дає можливість всім своїм жителям насолоджуватися вільним та здоровим життям в безпечному навколишньому середовищі.
Але згідно з статистичним відділом ООН:
Немає встановлених правил для визначення «розвинених країн» або «країн, що розвиваються» або регіонів у системі ООН
Відзначається, що:
Визначення «розвинена країна» та «країна, що розвивається» служать лише для статистичної зручності і не обов'язково характеризують етап, який досягнутий в конкретній країні або області, в процесі розвитку.
Також ООН зазначає, що:
У звичайній практиці, Японія в Азії, Канада та США в Північній Америці, Австралія та Нова Зеландія в Океанії та Європа вважаються «розвиненими» регіонами та областями. За міжнародною торговою статистикою Південно-Африканський митний союз також належить до розвинених регіонів, а Ізраїль до розвинених країн; країни колишньої Югославії розглядаються як країни, що розвиваються; а держави Східної Європи та Співдружності Незалежних Держав в Європі не включені в списки ні розвинених регіонів, ні регіонів, що розвиваються".
В XXI столітті самобутній регіон Чотирьох азійських тигрів (Гонконг, Сінгапур, Південна Корея та Тайвань) поряд з Кіпром, Мальтою та Словенією розглядають, як «розвинені країни».
З іншого боку, згідно з класифікацією Міжнародного валютного фонду до квітня 2004, всі країни Східної Європи (включаючи країни Центральної Європи, які все ще належать до «Східно-Європейської групи» в організаціях ООН) також, як і країни колишнього СРСР в Центральній Азії (Казахстан, Узбекистан, Киргизстан, Таджикистан, Туркменістан), а також Монголія були віднесені ні до розвинених, ні до країн, що розвиваються, і їх розглядають радше «як перехідні країни»; проте, останнім часом їх переважно відносять (в міжнародних звітах) до країн, що розвиваються.
МВФ використовує гнучку систему класифікації, яка враховує:
1. дохід на душу населення,
2. диверсифікацію експорту; так експортери нафти, що мають високий ВВП на душу населення, не отримають високий рейтинг в класифікації, оскільки понад 70% їх експорту становить нафта,
3. рівень інтеграції в глобальну фінансову систему.

Світовий банк поділяє країни на чотири групи за рівнем доходу. Оцінка виноситься щороку першого липня. Економіки були розділені по ВНД на душу населення на такі рівні доходів:
- країни з низьким рівнем доходів з ВНД на душу населення 975 доларів США або менше.
- країни з рівнем доходів нижче середнього з ВНД на душу населення 976-3 855 доларів США.
- країни з рівнем доходів вище середнього з ВНД на душу населення 3 856-11 905 доларів США.
- країни з високим рівнем доходів з ВНД на душу населення понад 11 906 доларів США.

Світовий банк відносить усі мало- і середньорозвинені країни до країн, що розвиваються, однак зазначається:
Використання цього терміна є зручним, але він не має на увазі, що всі економіки в групі мають схожий розвиток або що ці економіки досягли бажаного або остаточного рівня процвітання. Класифікація за доходами не обов'язково відображає стан розвитку країни.
Вперше термін «ринки, що розвиваються» був ужитий в 1980-х роках економістом Світового банку Антуаном ван Агтмелем.

## Міра і концепція розвитку
Розвиток країни визначається за статистичними показниками, такими як ВВП на душу населення, очікувана тривалість життя, рівень грамотності і т. д. ООН розробила Індекс людського розвитку — комбінований показник зазначених вище статистичних даних для оцінки рівня людського розвитку країн, дані про які доступні.
Країни, що розвиваються, переважно, не досягнули значного рівня індустріалізації щодо їх населення та мають середній або низький рівень життя.
Іноді використовуються інші терміни, наприклад менш розвинені країни, економічно слабо розвинені країни, слаборозвинені країни або країни третього світу і НЕ індустріальні країни. І навпаки, країни на іншій стороні спектра називають розвиненими, економічно розвиненими, країнами першого світу і індустріальними країнами.
Для пом'якшення евфемістичного боку словосполучення країни, що розвиваються, міжнародні організації стали застосовувати вираз економічно слабо розвинені країни для найбідніших держав, які ні в якому відношенні не можуть бути віднесені до тих, що розвиваються. Тобто, економічно слаборозвинені країни — це підмножина менш розвинених країн. Це може м'яко вказувати на те, що стандарти життя серед країн, що розвиваються, не однакові.
Концепція країн, що розвиваються, існує, під тією чи іншою назвою, в багатьох теоретичних системах, що мають різне спрямування — наприклад, в теорії колоніалізму, теології визволення, марксизмі, антиімперіалізмі і в політичній економії.